# Attagenus gobicola
Attagenus gobicola là một loài bọ cánh cứng trong họ Dermestidae. Loài này được Frivaldszky miêu tả khoa học năm 1892.